# Henry Turner Irving
Henry Turner Irving (1833–1923) fue un funcionario público y administrador colonial británico.

## Biografía
Ingresó en la Colonial Office como empleado en 1854. En 1858, mientras estaba en la allí, se desempeñó como mensajero especial de William Ewart Gladstone, quien era entonces el Lord Alto Comisionado de los Estados Unidos de las Islas Jónicas. Luego fue nombrado secretario privado del subsecretario permanente, Sir Frederic Rogers en 1862. En 1865, fue seleccionado para acompañar al gobernador de Jamaica, John Peter Grant, como secretario colonial de esa colonia.
Fue gobernador interino del Ceilán británico en 1872. En 1873-1874, se desempeñó como gobernador de las Islas de Sotavento. En 1874-1880, se desempeñó como gobernador de Trinidad (actual Trinidad y Tobago). En 1882-1887, se desempeñó como gobernador de la Guayana británica.
Fue el primer gobernador de Trinidad en ocupar la Casa de Gobierno, ahora conocida como la Casa Presidencial.
Se casó con Emma Patty Johnson (née Barclay; f. en 1903) el 24 de junio de 1884. El matrimonio no tuvo hijos.